# Субетнічні групи русинів

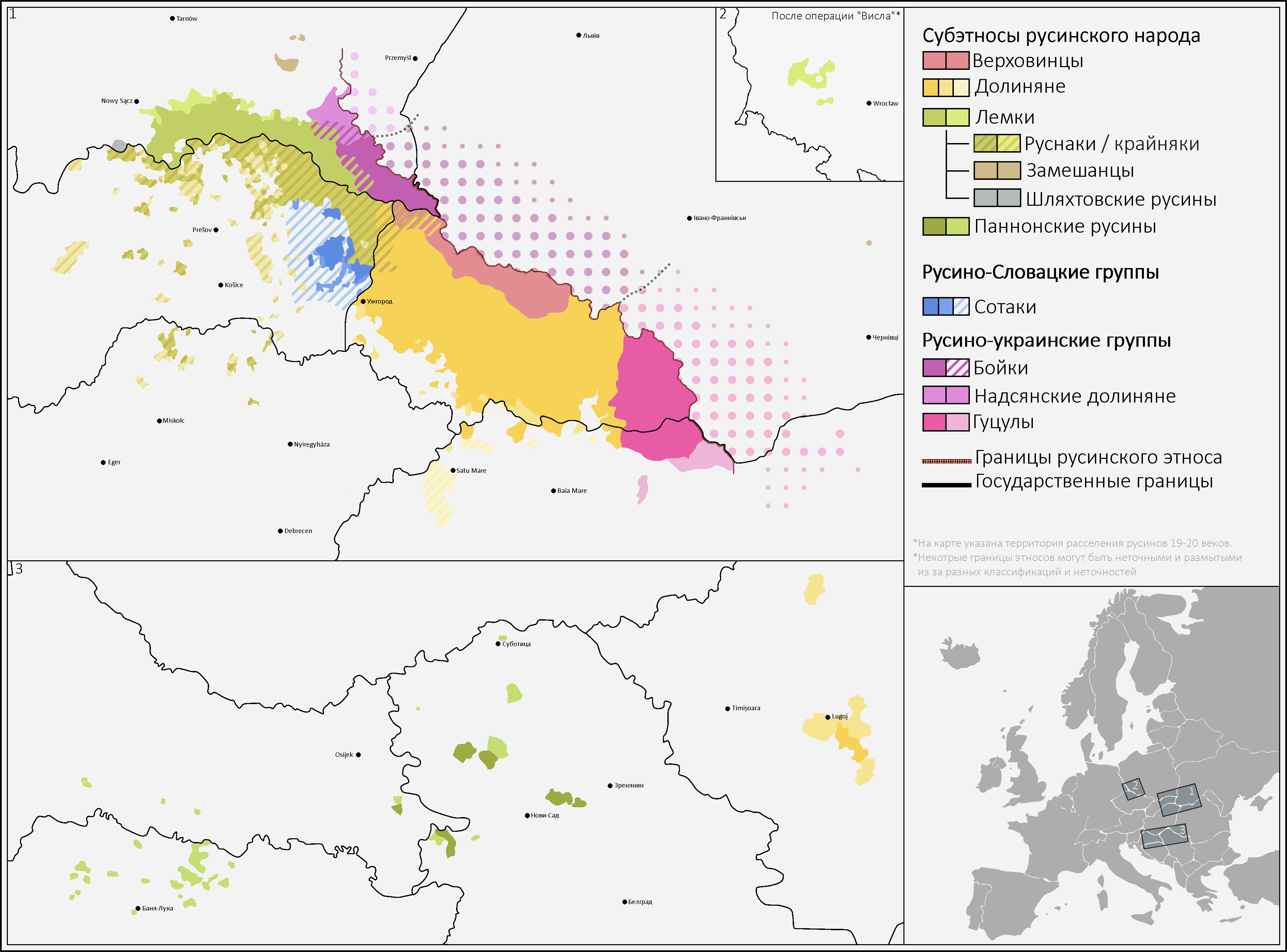
Субетнічні групи русинів

Субетнічні групи русинів - групи русинського населення, що відрізняються своїми етнокультурними особливостями. Характерні відмінності між русинами окремих регіонів, господарських зон та територій контакту з іншими народами. Поява етнографічних груп зумовлена історичними особливостями розвитку окремих територіальних груп русинів, їхнім соціальним і політичним становищем, географічними умовами, діалектними особливостями, заняттями, що позначилися на елементах культури та побуту цих груп.

## Опис окремих етнографічних груп

### Бойки
Основна стаття: Бойки
Бойки – перехідна субетнічна група між русинами та українцями. Більшість їхньої етнічної території розташована в гірській частині півдня Львівської та Івано-Франківської області України. Невелика частина бойків також проживає на території Підкарпатського воєводства в Польщі.

### Верховинці
Основна стаття: Верховинці
Верховинці — субетнічна група русинів, що проживає у північній частині Закарпатської області. Частина їхньої етнічної території розташована у Львівськой області та Підкарпатському воєводстві.
Більшість населення розмовляє на верховинському діалекті.

### Гуцули
Основна стаття: Гуцули
Гуцули — субетнічна група русинів, що проживає в Рахівському районі Закарпатської області та східній частині жудця Марамуреш. Вони помітно вирізняються серед інших груп русинів мовними та культурними особливостями. Серед гуцулів виділяють такі групи, як мармароські гуцули та станиславські (галицькі) гуцули.

### Долиняни
Основна стаття: Долиняни
Долиняни (долиняни, долишани, долишняни, гайнали, нижняни, руснаки, лемаки, лишаки) — субетнічна група русинів, основна частина яких проживає в передгір'ях і рівнинах Закарпатської області. Невеликі групи також мешкають у східній частині Словаччини та північній Румунії (жудці Марамуреш та Сату-Маре).
Більшість населення розмовляє ужським, мармароським і березьким (боржавським) діалектами.

### Надсянські долиняни
Надсянські долиняни — субетнічна група русинів, що мешкає в передгір'ях і долинах східної частини Підкарпатського воєводства. Після Другої світової війни більшість була примусово виселена до СРСР, а решта — депортована на колишні німецькі землі в ході операції «Вісла».

### Лемки
Основна стаття: Лемки
Лемки - субетнічна група русинів, що проживає в гірських районах південної частини Малопольського та Підкарпатського воєводств, а також у Пряшівському та Кошицькому краях Словаччини. Серед лемків виділяють такі групи, як руснаки, та шляхтівські русини.

### Замішанці
Основна стаття: замішанці
Замішанці — субетнічна група русинів, що мешкає в передгір'ях і долинах східної частини Підкарпатського воєводства. Найменша українська етнічна група в Польщі до 1945 р.

### Паннонські русини
Основна стаття: Паннонські русини
Паннонські русини - субетнічна група група русинів, що проживає в автономному сербському краї Воєводина та Хорватії (Славонія). Русини прибули на територію Сербії та Хорватії як вільні громадяни Австро-Угорщини з областей, що нині розташовані у Східній Словаччині. Розмовляють південнорусинською мовою .

### Сотаки
Сотаки — перехідна субетнічна група між словаками та русинами, що проживає в долинах Лаборця, Удави та Цірохи, а також у районі Собранец . Сотаки є носіями сотацьких говірок, які належать до східного ареалу східнословацького діалекту словацької мови.